# Emanuele Zuelli
Emanuele Zuelli (Merano, 22 de noviembre de 2001) es un futbolista italiano que juega de centrocampista en el Carrarese Calcio 1908 de la Serie B.

## Trayectoria

### Inicios
Comenzó su carrera juvenil en el Neugries a la edad de cinco años, antes de incorporarse al F. C. Bolzano 1996, al FC Südtirol en 2008 y a la Gherdëina en 2011. En enero de 2014 pasó al sector juvenil del A. C. Chievo Verona.

### A. C. Chievo Verona
El 23 de enero de 2020 firmó su primer contrato profesional con el A. C. Chievo Verona hasta el 30 de junio de 2024. Debutó en la Serie B el 23 de febrero de 2020 en un partido contra el Pordenone Calcio. Sustituyó a Joel Obi en el minuto 73.

### Juventus de Turín "B"
El 9 de agosto de 2021 pasó a la Juventus de Turín "B" con un contrato de dos años. El 22 de agosto, debutó con la Juventus en una victoria por 3-2 en la Copa Italia Serie C contra el SSD Pro Sesto. El 10 de abril de 2022 marcó el primer gol de su carrera en la victoria por 2-1 contra el AC Renate. El 24 de abril fue convocado por primera vez por el primer equipo para un partido contra el U. S. Sassuolo Calcio.

## Selección nacional
Fue convocado para representar a Italia por primera vez en febrero de 2020 para el amistoso de la selección sub-19 contra Suiza.

## Estadísticas

### Clubes
Actualizado al último partido disputado el 29 de enero de 2023.
| Club                           | Div.          | Temporada     | Liga  | Liga  | Copas nacionales | Copas nacionales | Copas internacionales | Copas internacionales | Total | Total |
| Club                           | Div.          | Temporada     | Part. | Goles | Part.            | Goles            | Part.                 | Goles                 | Part. | Goles |
| ------------------------------ | ------------- | ------------- | ----- | ----- | ---------------- | ---------------- | --------------------- | --------------------- | ----- | ----- |
| A. C. Chievo Verona · Italia   | 2.ª           | 2019-20       | 9     | 0     | 0                | 0                | —                     | —                     | 9     | 0     |
| A. C. Chievo Verona · Italia   | 2.ª           | 2020-21       | 13    | 0     | 1                | 0                | —                     | —                     | 14    | 0     |
| A. C. Chievo Verona · Italia   | Total club    | Total club    | 22    | 0     | 1                | 0                | 0                     | 0                     | 23    | 0     |
| Juventus de Turín "B" · Italia | 3.ª           | 2020-21       | 0     | 0     | 1                | 0                | —                     | —                     | 1     | 0     |
| Juventus de Turín "B" · Italia | 3.ª           | 2021-22       | 37    | 1     | 1                | 0                | —                     | —                     | 38    | 1     |
| Juventus de Turín "B" · Italia | 3.ª           | 2022-23       | 12    | 0     | 0                | 0                | —                     | —                     | 12    | 0     |
| Juventus de Turín "B" · Italia | Total club    | Total club    | 49    | 1     | 2                | 0                | 0                     | 0                     | 51    | 1     |
| Total carrera                  | Total carrera | Total carrera | 71    | 1     | 3                | 0                | 0                     | 0                     | 74    | 1     |